# Abaqus
Abaqus FEA (abans ABAQUS) és una suite de programari per a l'anàlisi d'elements finits i l'enginyeria assistida per ordinador, llançada originalment el 1978. El nom i el logotip d'aquest programari es basen en l'eina de càlcul abacus. La suite de productes Abaqus consta de cinc productes de programari bàsics:
1. Abaqus/CAE, o " Complete Abaqus Environment " (un retrorònim amb una arrel a l'Enginyeria Assistida per Informàtica). És una aplicació de programari que s'utilitza tant per al modelatge i anàlisi de components i conjunts mecànics (preprocessament) com per visualitzar el resultat de l'anàlisi d'elements finits. Un subconjunt d'Abaqus/CAE que inclou només el mòdul de postprocessament es pot llançar de manera independent al producte Abaqus/Viewer.
2. Abaqus/Standard, un analitzador d'elements finits de propòsit general que utilitza un esquema d'integració implícit (tradicional).
3. Abaqus/Explicit, un analitzador d'elements finits de propòsit especial que utilitza un esquema d'integració explícit per resoldre sistemes altament no lineals amb molts contactes complexos sota càrregues transitòries.
4. Abaqus/CFD, una aplicació de programari de dinàmica de fluids computacional que proporciona capacitats avançades de dinàmica de fluids computacional amb un suport extens per al preprocessament i el postprocessament proporcionat a Abaqus/CAE; descatalogat a Abaqus 2017 i versions posteriors.
5. Abaqus/Electromagnetic, una aplicació de programari d'electromagnètica computacional que resol problemes electromagnètics computacionals avançats.

Els productes d'Abaqus utilitzen el llenguatge de programació de codi obert Python per a l'escriptura i la personalització. Abaqus/CAE utilitza el kit d'eines fox per al desenvolupament de la GUI.

## Història
El nom d'Abaqus es va escriure inicialment com ABAQUS quan es va publicar per primera vegada. La història primerenca d'ABAQUS està estretament relacionada amb la història primerenca de MARC Analysis Research Corporation. El Dr. David Hibbitt, el Dr. Bengt Karlsson i el Dr. Paul Sorensen van cofundar l'empresa més tard coneguda com Hibbitt, Karlsson & Sorensen, Inc., (HKS) el gener de 1978 per desenvolupar i comercialitzar programari ABAQUS. Hibbitt i Sorensen s'havien conegut mentre completaven els seus doctorats a la Universitat de Brown mentre Karlsson es va trobar amb els dos en la seva qualitat d'analista de suport en un centre de dades a Estocolm.

## Aplicacions
Abaqus s'utilitza en productes d'automoció, aeroespacial i industrials a les indústries. El producte és popular entre les institucions no acadèmiques i d'investigació en enginyeria a causa de l'àmplia capacitat de modelatge de materials i la capacitat del programa de personalitzar-se, per exemple, els usuaris poden definir els seus propis models de materials perquè també es puguin simular nous materials a Abaqus. Abaqus també ofereix una bona col·lecció de capacitats multifísiques, com ara capacitats acústiques-estructurals, piezoelèctriques i estructurals de porus, la qual cosa la fa atractiva per a simulacions a nivell de producció on s'han d'acoblar diversos camps.
Abaqus va ser dissenyat inicialment per abordar el comportament físic no lineal; com a resultat, el paquet té una àmplia gamma de models de materials com ara les capacitats de materials elastomèrics (de goma) i hiperelàstics (teixits tous).

Aquí teniu alguns exemples animats: